# Alessandro Golinucci
Alessandro Golinucci (ur. 10 października 1994 w Borgo Maggiore) – sanmaryński piłkarz występujący na pozycji pomocnika w AC Virtus oraz w reprezentacji San Marino.

## Kariera klubowa
W wieku 6 lat dołączył do akademii piłkarskiej San Marino Calcio. Karierę na poziomie seniorskim rozpoczął w 2011 roku we włoskim klubie AC Sammaurese (Promozione Emilia-Romagna). W sezonie 2011/12 wywalczył z tym zespołem awans do Eccelenzy Emilia-Romagna. W sezonie 2013/14 dotarł z AC Sammaurese do play-off o awans do Serie D, przegranego z FC Rieti (1:1, 0:1 w dwumeczu). Łącznie w latach 2011-2014 rozegrał dla tego klubu 60 ligowych spotkań, w których zdobył 3 gole. W czerwcu 2014 roku Golinucci został nominowany do nagrody Golden Boy, przyznawanej najlepszemu młodzieżowemu piłkarzowi w San Marino.
Przed sezonem 2014/15 przeszedł do Tropicalu Coriano, gdzie grał przez 4 lata na poziomie Promozione Emilia-Romagna. W czerwcu 2018 roku został graczem zespołu US Pietracuta, występującego na tym samym poziomie rozgrywkowym. W 2020 roku z powodu wybuchu pandemii COVID-19 odwołano rozgrywki piłkarskie, a on sam opuścił klub. Łącznie rozegrał w barwach US Pietracuta 43 ligowe mecze, w których strzelił 3 bramki.
W lutym 2021 roku Golinucci został piłkarzem AC Virtus. 7 marca 2021 zadebiutował w Campionato Sammarinese w przegranym 0:1 meczu z SP Tre Fiori.

## Kariera reprezentacyjna
W latach 2010–2011 Golinucci występował w reprezentacji San Marino U-17, w której rozegrał 7 spotkań. W latach 2011–2012 zaliczył 7 meczów w kadrze U-19. W latach 2012–2016 grał w reprezentacji U-21, w której zanotował 19 spotkań. Od 2015 roku był kapitanem drużyny. 6 września 2013 wystąpił w wygranym 1:0 meczu z Walią U-21 w eliminacjach Mistrzostw Europy 2014. Zwycięstwo to uznawane jest za największy sukces sanmaryńskiej piłki nożnej młodzieżowej.
W marcu 2015 roku otrzymał od Pierangelo Manzaroliego pierwsze powołanie do seniorskiej reprezentacji San Marino na mecze ze Słowenią w eliminacjach Mistrzostw Europy 2016 oraz towarzyskie spotkanie z Liechtensteinem. 27 marca 2015 zadebiutował w przegranym 0:6 meczu ze Słowenią. 14 listopada 2020 wystąpił w zremisowanym 0:0 spotkaniu z Gibraltarem, w którym San Marino zdobyło pierwszy w historii punkt w rozgrywkach Ligi Narodów UEFA.

## Życie prywatne
Brat piłkarza Enrico Golinucciego.